# مطار هوبيو
مطار هوبيو (إياتا: CMO، إيكاو: HCMO) هو مهبط طائرات يخدم مدينة هوبيو بالصومال. ويوجد في المطار مدرج واحد غير معبد ويقع موازيًا للساحل، على بعد حوالي 2 كم من مركز المدينة، ويصل طوله إلى 1100م. ولا توجد في المطار مرافق لتخزين الوقود، كما أنه لا يستقبل رحلات دولية.
في أغسطس 2019 أُعلن أن دولة قطر تخطط لبناء مطار جديد في هوبيو. 